# حارة غسان كنفاني (كريتر)
حارة غسان كنفاني هي إحدى حارات حي 2 مارس الواقع بمديرية كريتر التابعة لمحافظة عدن، بلغ تعداد سكانها 1523 نسمة حسب تعداد اليمن لعام 2004.